# Natasha Liu Bordizzo
Natasha Liu Bordizzo   (Sydney, 25 d'agost de 1994) és una actriu i model australiana. Va fer el seu debut cinematogràfic als dinou anys interpretant el personatge de Snow Vase a la pel·lícula de Netflix Crouching Tiger, Hidden Dragon: Sword of Destiny el 2016. El 2022, va interpretar el personatge de Heather a Day Shift de Netflix. El 2023, va retratar la guerrera mandaloriana Sabine Wren a la sèrie de Disney + Ahsoka.

## Primers anys
Bordizzo va néixer a Sydney, Austràlia. La seva mare és xinesa i el seu pare és d'origen italià. Va assistir a la Sydney Girls High School, després va començar a estudiar una llicenciatura en dret i comunicació a la Universitat Tecnològica de Sydney quan va ser seleccionada per a un paper principal a Crouching Tiger, Hidden Dragon: Sword of Destiny, que era la seva primera audició. Bordizzo va especular que va ser elegida a causa de la seva edat i aspecte, la fluïdesa en anglès i l'habilitat en les arts marcials, ja que té un cinturó negre en taekwondo i entrenament en Kenpō.

## Carrera
Per preparar-se per Crouching Tiger, Hidden Dragon: Sword of Destiny, Bordizzo es va sotmetre a un entrenament intensiu de lluita amb espases Wudang amb Yuen Woo-ping.
El 2017, Bordizzo va interpretar el paper secundari de Deng Yan a The Greatest Showman, un musical estatunidenc, dirigit per Michael Gracey en el seu debut com a director i protagonitzat per Hugh Jackman, Zac Efron, Michelle Williams, Rebecca Ferguson i Zendaya.
Bordizzo també va protagonitzar Hotel Mumbai el 2018, una pel·lícula de thriller estatunidenca-australiana dirigida per Anthony Maras i escrita per Maras i John Collee. Es basa en el documental de 2009 Surviving Mumbai sobre els atacs de Bombai del 2008 al Taj Mahal Palace Hotel a l'Índia. Bordizzo va interpretar la motxillera australiana Bree, junt a Dev Patel, Armie Hammer, Nazanin Boniadi i Anupam Kher.
El 2019, va interpretar el paper d'Helena Wu a la sèrie de suspens i ciència-ficció The Society estrenada a Netflix. El 9 de juliol del 2019, es va anunciar que la sèrie havia estat renovada una segona temporada. No obstant això, el 21 d'agost de 2020 la sèrie va ser finalment cancel·lada per la pausa de filmació a causa de la pandèmia de COVID-19, ja havent gravat alguns capítols.
El 2021, va protagonitzar, juntament amb Sydney Sweeney, Justice Smith i Ben Hardy, el thriller eròtic d'Amazon Prime The Voyeurs, escrita i dirigida per Michael Mohan. La pel·lícula es va rodar a Mont-real, Canadà, l'any 2019 i explica la història d'una parella que és testimoni de la vida sexual dels seus veïns. Bordizzo va audicionar originalment per al paper en una videotrucada amb un accent americà, però la directora li va demanar que mantingués el seu accent natiu australià. El mateix any, Bordizzo va protagonitzar la pel·lícula de comèdia d'animació Wish Dragon com a veu de Li Na Weng. El seu personatge és una celebritat que inspira el viatge d'un jove per retrobar-se amb ella, ja que havien sigut amics de la infància.
El novembre de 2021, va ser elegida per interpretar el paper de Sabine Wren a la sèrie limitada de Star Wars Ahsoka.